# Servais Knaven
Servais Knaven (né le 6 mars 1971 à Lobith) est un coureur cycliste néerlandais, professionnel entre 1994 et 2010. Grand spécialiste des classiques flandriennes, il est surtout connu pour sa victoire sur Paris-Roubaix en 2001. Après sa carrière de coureur, il devient directeur sportif.

## Biographie

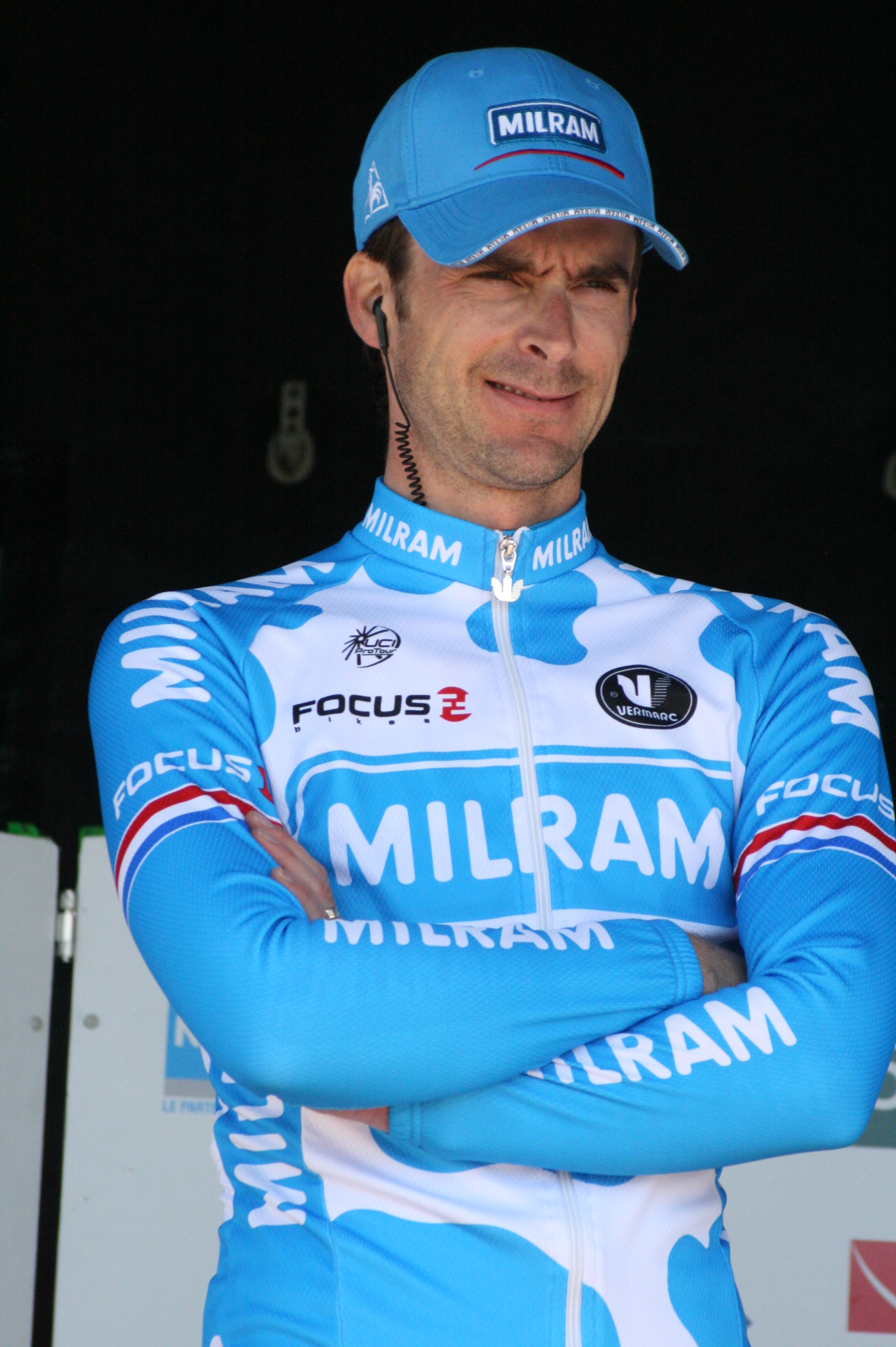
Servais Knaven lors des Quatre Jours de Dunkerque 2010

Après des études de commerce à l'Université de Tilburg, Servais Knaven se fait remarquer en remportant à deux reprises l'Olympia's Tour, qui consacre régulièrement les jeunes coureurs néerlandais les plus talentueux, détenant ainsi le record de l'épreuve. Il passe professionnel en 1994 au sein de l'équipe néerlandaise TVM-Bison Kit, après y avoir été stagiaire en fin d'année précédente. Il se distingue chez les professionnels en remportant dès sa deuxième saison le titre de Champion des Pays-Bas. Cependant, sa carrière s'oriente surtout vers les classiques pavées, où il joue un rôle d'équipier, mais a parfois l'occasion de briller. Il remporte ainsi en 1998 le Grand Prix de l'Escaut.
En 2001, Knaven rejoint l'équipe Domo-Farm Frites de Patrick Lefevere, qui compte dans ses rangs plusieurs des principaux spécialistes des courses pavées, dont le belge Johan Museeuw, trois fois vainqueur de Paris-Roubaix et du Tour des Flandres. Knaven, d'abord équipier de Museeuw, profite cette année-là de la stratégie d'équipe pour remporter Paris-Roubaix devant Museeuw et un autre coéquipier, Romāns Vainšteins.
Au cours de la suite de sa carrière, Knaven retrouve son rôle d'équipier, pour Museeuw, puis pour Tom Boonen. Il se distingue cependant à nouveau en 2003 où, après avoir obtenu des places d'honneur sur Gand-Wevelgem (5e) et Paris-Roubaix (7e), il remporte une étape du Tour de France, pour sa 5e participation.
En 2009, il rejoint l'équipe allemande Milram. En 2010, à l'âge de trente-neuf ans, il est le plus âgé des coureurs sous contrat avec une équipe ProTour. Il termine 42e de son seizième et dernier Paris-Roubaix. Il égale ainsi le record du Belge Raymond Impanis avant que l'Américain George Hincapie et le Français Frédéric Guesdon ne les rejoignent en 2011 avant de porter tous les deux le record à dix-sept participations. Il a pris la décision d'arrêter sa carrière le 15 août 2010 à l'issue de la Vattenfall Cyclassics. Il entame dès le 17 août une nouvelle carrière en devenant un des directeurs sportifs de l'équipe Milram puis de l'équipe Sky entre 2011 et 2022.
En 2015, il apparaît brièvement dans le film The Program, retraçant les faits de dopage commis par le coureur cycliste américain Lance Armstrong.
En 2023, il n'est pas conservé par l'équipe Ineos Grenadiers (ex-Sky) après onze saisons et devient directeur sportif au sein de l'équipe féminine AG Insurance-Soudal Quick-Step.

## Vie privée
Il est marié à l'ancienne cycliste Natasha den Ouden. Ils se sont rencontrés aux championnats du monde de cyclisme sur piste juniors 1989 à Moscou. Leurs filles Britt, Senne, Mirre et Fee sont également cyclistes. Elles ont débuté au sein de l'équipe AG Insurance NXTG, alors équipe de développement de l'AG Insurance-Soudal dont Den Ouden était propriétaire et manager.

## Palmarès sur route

### Palmarès amateur
- 1988
  - Trois Jours d'Axel
- 1989
  -  Médaillé d'argent du championnats du monde du contre-la-montre par équipes juniors
- 1990
  - 2e du Teleflex Tour
- 1991
  - 3e de l'Étoile du Brabant
  - 3e de l'Olympia's Tour
- 1992
  - Olympia's Tour
  - Circuit de Schokland
- 1993
  - Étoile du Brabant
  - Teleflex Tour :
    - Classement général
    - 4eb étape (contre-la-montre)

  - Olympia's Tour :
    - Classement général
    - Prologue et 9eb étape (contre-la-montre)

  - 3e de l'Omloop Houtse Linies

### Palmarès professionnel
| - 1993 - 1re étape de la Commonwealth Bank Classic (contre-la-montre) - 1994 - 3e du Prix national de clôture - 1995 - Champion des Pays-Bas sur route - 1996 - 3e de la Classic Haribo - 1997 - Classement général du Tour du Danemark - Prologue du Tour de Suède - 3e du championnat des Pays-Bas du contre-la-montre - 3e du championnat des Pays-Bas sur route - 1998 - Grand Prix de l'Escaut - À travers Gendringen - 1re étape de l'Étoile de Bessèges - 2e du championnat des Pays-Bas du contre-la-montre - 1999 - Delta Profronde - 2e du championnat des Pays-Bas sur route - 2000 - Deux Jours des Éperons d'or : - Classement général - 1re étape - 2e du championnat des Pays-Bas du contre-la-montre - 3e du Tour des Pays-Bas - 3e des Trois Jours de La Panne - 3e de Kuurne-Bruxelles-Kuurne - 3e du Circuit Het Volk | - 2001 - Paris-Roubaix - 2e du Delta Profronde - 2002 - 2e du championnat des Pays-Bas du contre-la-montre - 2003 - 17e étape du Tour de France - 5e étape du Tour du Qatar - 3e du championnat des Pays-Bas du contre-la-montre - 5e de Gand-Wevelgem - 7e de Paris-Roubaix - 2005 - 5e étape de Tirreno-Adriatico - 2006 - 2e de l'Étoile de Zwolle |  |

### Résultats sur les grands tours

#### Tour de France
9 participations
- 1996 : abandon
- 1997 : 107e
- 1998 : équipe TVM non-partante à la 19e étape
- 2000 : 109e
- 2001 : 90e
- 2002 : 137e
- 2003 : 123e, vainqueur de la 17e étape
- 2004 : 142e
- 2005 : 149e

#### Tour d'Italie
1 participation
- 2000 : abandon (5e étape)

#### Tour d'Espagne
4 participations
- 1995 : 103e
- 1997 : non-partant (18e étape)
- 1998 : abandon (11e étape)
- 1999 : 94e

### Classements mondiaux
| Année                                 | 1997 | 1998 | 1999 | 2000 | 2001 | 2002 | 2003 | 2004 | 2005 | 2006 | 2007 | 2008 |
| ------------------------------------- | ---- | ---- | ---- | ---- | ---- | ---- | ---- | ---- | ---- | ---- | ---- | ---- |
| Classement UCI                        | 76e  | 66e  | nc   | 73e  | 58e  | nc   | 105e | nc   |      |      |      |      |
| UCI ProTour                           |      |      |      |      |      |      |      |      | 177e | nc   | nc   | 68e  |
|                                       |      |      |      |      |      |      |      |      |      |      |      |      |
| Légende : nc = non classéSource : UCI |      |      |      |      |      |      |      |      |      |      |      |      |

## Palmarès sur piste

### Jeux olympiques
- Barcelone 1992
  - 9e de la poursuite
  - 12e de la poursuite par équipes

### Championnats du monde juniors
- 1989
  -  Médaillé de bronze de la poursuite

### Championnats des Pays-Bas
- 1991
  -  Champion des Pays-Bas de poursuite amateurs
  - 2e de la course aux points amateurs
  - 2e de la course derrière derny amateurs
  - 2e du kilomètre
- 1992
  -  Champion des Pays-Bas de poursuite amateurs
- 1994
  - 3e de la course aux points